# Letlive
Letlive, stylisé letlive., est un groupe de hardcore américain formé en 2002. Après 4 albums, le groupe se sépare en 2017. Le 12 février 2025, 8 ans après leur separation, le groupe annoncent leur retour avec une tournée mondiale baptisée sincerly yours,.

## Biographie

### Débuts (2002-2012)
Letlive est formé en 2002 à Los Angeles par le chanteur Jason Aalon Butler, le batteur Alex Haythorn, le guitariste Ben Sharp et le bassiste Christian Johansen. En 2003, leur premier EP Exhaustion, Salt Water, and Everything in Between est paru avec le label At One Records. Après plusieurs changements de musiciens, seulement Butler et Sharp restent de la formation originale. Le premier album Speak Like You Talk sort en 2005, toujours avec At One Records. Le bassiste Ryan Jay Johnson rejoint le groupe juste avant la sortie de l'album mais ne participe pas à l'enregistrement.
Une fois la formation stabilisée avec les guitaristes Jean Nascimento et Ryan Johnson et le batteur Anthony Rivera en plus de Butler et Johnson, Letlive effectue une longue tournée aux États-Unis et au Canada. Le groupe signe avec le label Tragic Hero Records en 2009 et sortent avec eux leur album Fake History l'année suivante.
En février 2011, ils signent avec Epitaph qui réédite Fake History et y ajoute 3 pistes supplémentaires. L'album reçoit de bonnes critiques, notamment de la part de la BBC, Altpress et Rock Sound. La réédition est suivie d'une tournée européenne passant par le Download Festival, le Reading and Leeds Festivals et la première partie de Enter Shikari et Your Demise. Aux États-Unis, Letlive assure les premières parties de Underoath et Stray from the Path, ainsi que Pierce the Veil, Miss May I, Woe, Is Me et The Amity Affliction.
En octobre 2012, le groupe annonce le départ de leur batteur Anthony Rivera.

### The Blackest BeautifuletIf I'm the Devil...(2013-2017)
Le 17 juin 2013, l'album The Blackest Beautiful est mis en ligne sur le site internet de Rock Sound, 3 semaines avant la sortie officielle du 9 juillet. L'album est considéré comme un des meilleurs albums de l'année par la presse spécialisée : Deadpress le place en tête de son top 10, trashhits 7e de son top 20 et Metal Hammer 12e de son top 50. La sortie de l'album est suivie de tournées avec Every Time I Die et Code Orange et avec Architects.
Butler annonce que Loniel Robinson, leur batteur de tournée et technicien de Of Mice and Men, rejoint le groupe. En 2015, Jean Nascimento quitte le groupe sans s'expliquer. Pour les concerts il est remplacé par Kenji Chan, ancien guitariste de Bruno Mars et ancien membre du précédent groupe de Ryan et Jeff, Best Interest.
Letlive effectue une tournée avec Rise Against et Killswitch Engage en 2015.
Le 6 avril 2016 sort le quatrième album, If I'm the Devil... . Il se classe dans les tops de plusieurs pays : 9e en Nouvelle-Zélande (Recorded Music NZ), 18e en Australie (ARIA Charts) et 70e en Allemagne.
Le 28 avril 2017, le groupe annonce sa séparation,. Peu après, Butler monte un nouveau groupe, Fever 333.

### 10eanniversaire deFake History(2020)
Le 13 avril 2020, après près de 3 ans d'absence, le groupe recommence à utiliser son compte Instagram et annonce la réédition de Fake History pour son 10e anniversaire, avec des chansons et démos jamais sorties avant.

## Membres
| Membres juste avant la séparation - Jason Aalon Butler – chant (2002–2017) - Ryan Jay Johnson – basse, chœurs (2005–2017) - Jeff Sahyoun – guitare, chœurs (2009–2017), clavier (2015–2017) - Loniel Robinson – batterie, percussions (2013–2017) | Anciens membres - Keeyan Majdi – guitare rythmique (2002–2003) - Alex Haythorn – batterie, percussions (2002–2004) - Christian Johansen – basse (2002–2005) - Ben Sharp – guitare (2002–2007) - Craig Sanchez – guitare rythmique (2003–2005) - Adam Castle – batterie, percussions (2004–2007) - Omid Majdi – guitare rythmique (2005–2007) - Brenden Russel – guitare (2007–2009) - Anthony Paul Rivera – batterie, percussions (2007–2012) - Jean Francisco Nascimento – guitare, percussions, clavier, chœurs (2007–2014) | Musiciens de tournée - Aric Improta – batterie, percussions (2012–2013) - Kenji Chan – guitare, chœurs (2015) - Nick DePirro – guitare (2015–2016) - Mishka Bier – guitare (2016–2017) Musiciens studio - Chelsea Warlick – voix supplémentaire (sur Fake History) - Christopher Crandall – batterie, percussions (sur The Blackest Beautiful) |

Chronologie